# Think of Laura
Think of Laura is een nummer van de Amerikaanse zanger Christopher Cross uit 1983. Het is de derde en laatste single van zijn tweede studioalbum Another Page.

## Achtergrond
Cross had het nummer geschreven ter nagedachtenis aan Laura Coffin Carter. Laura Carters vader en stiefmoeder hadden hun dochter, die studeerde aan de 'Denison University' even buiten Columbus, Ohio, bezocht op 17 april 1982. Het was het zgn. 'Ouders weekend'. Laura, 18 jaar oud, zat achter in de ouderlijke auto samen met drie vriendinnen. Ze waren op weg naar een diner om te vieren dat ze hadden gewonnen met een lacrosse game. Een blok verderop waren twee rivaliserende drugbendes in een vuurgevecht verwikkeld geraakt. Laura boog voorover en sprak met haar vader toen ze door een verdwaalde kogel in de borst werd getroffen. Hoewel haar vader haar zo snel mogelijk naar een ziekenhuis reed, kon haar leven toch niet meer worden gered. Cross was de vriend van Laura's beste vriendin en kamergenoot, Paige McNinch. Zij staat op de hoes van het album Another Page afgebeeld. Cross schreef het nummer om haar te troosten.

## Hitlijsten
In de eerste instantie was "Think of Laura" niet heel succes. Het nummer werd pas een succes toen het in de ABC-soap General Hospital werd gebruikt. Het bereikte de 9e positie in de Amerikaanse Billboard Hot 100. Hoewel het nummer in Nederland geen hitlijsten bereikte, geniet het er toch bekendheid.